# Kabinet-Hashimoto I
Het kabinet–Hashimoto I (Japans: 第1次橋本内閣) was de regering van het Keizerrijk Japan van 11 januari 1996 tot 6 november 1996.

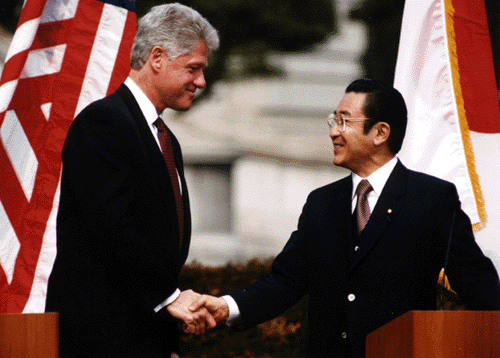
President van de Verenigde Staten Bill Clinton en premier Ryutaro Hashimoto bij het Akasaka Paleis in Tokio op 17 april 1996.

## Kabinet–Hashimoto I (1996)
| Ambtsbekleder                                                | Ambtsbekleder     | Ambtsbekleder                            | Functie                                         | Ambtstermijn    | Ambtstermijn      | Partij |
| ------------------------------------------------------------ | ----------------- | ---------------------------------------- | ----------------------------------------------- | --------------- | ----------------- | ------ |
|                                                              | Ryutaro Hashimoto | Ryutaro Hashimoto 橋本龍太郎 (1937–2006) | Premier                                         | 11 januari 1996 | 30 juli 1998      | LDP    |
|                                                              | Wataru Kubo       | Wataru Kubo 久保亘 (1929–2003)           | Vicepremier                                     | 11 januari 1996 | 6 november 1996   | SDP    |
| Minister van Financiën                                       | Wataru Kubo       | Wataru Kubo 久保亘 (1929–2003)           |                                                 | 11 januari 1996 | 6 november 1996   | SDP    |
|                                                              | Seiroku Kajiyama  | Seiroku Kajiyama 梶山静六 (1926–2000)    | Secretaris- generaal                            | 11 januari 1996 | 11 september 1997 | LDP    |
|                                                              |                   | Hiroyuki Kurata 倉田寛之 (1938–2020)     | Minister van Binnenlandse Zaken                 | 11 januari 1996 | 6 november 1996   | LDP    |
| Voorzitter van de Commissie voor Openbare Orde en Veiligheid |                   | Hiroyuki Kurata 倉田寛之 (1938–2020)     |                                                 | 11 januari 1996 | 6 november 1996   | LDP    |
|                                                              | Yukihiko Ikeda    | Yukihiko Ikeda 池田行彦 (1937–2004)      | Minister van Buitenlandse Zaken                 | 11 januari 1996 | 11 september 1997 | LDP    |
|                                                              |                   | Ritsuko Nagao 長尾立子 (1933)            | Minister van Justitie                           | 11 januari 1996 | 6 november 1996   | LDP    |
|                                                              | Shunpei Tsukahara | Shunpei Tsukahara 塚原俊平 (1947–1997)   | Minister van Economische Zaken                  | 11 januari 1996 | 6 november 1996   | LDP    |
|                                                              | Naoto Kan         | Naoto Kan 菅直人 (1946)                  | Minister van Volksgezondheid en Welzijn         | 11 januari 1996 | 6 november 1996   | NPS    |
|                                                              |                   | Takanobu Nagai 永井孝信 (1930–2019)      | Minister van Arbeid                             | 11 januari 1996 | 6 november 1996   | SDP    |
|                                                              | Toyama Atsuko     | Mikio Okuda 奥田幹生 (1928–2018)         | Minister van Onderwijs                          | 11 januari 1996 | 6 november 1996   | LDP    |
|                                                              | Yoshiyuki Kamei   | Yoshiyuki Kamei 亀井善之 (1936–2006)     | Minister van Transport en Infrastructuur        | 11 januari 1996 | 6 november 1996   | LDP    |
|                                                              |                   | Eiichi Nakao 中尾栄一 (1930–2018)        | Minister van Bouw en Constructie                | 11 januari 1996 | 6 november 1996   | LDP    |
|                                                              |                   | Ichizo Ohara 大原一三 (1924–2005)        | Minister van Landbouw, Bosbouw en Visserij      | 11 januari 1996 | 6 november 1996   | LDP    |
|                                                              |                   | Ichiro Hino 日野市朗 (1934–2003)         | Minister van Communicatie en Post               | 11 januari 1996 | 6 november 1996   | SDP    |
|                                                              | Hideo Usui        | Hideo Usui 臼井日出男 (1939)             | Directeur- generaal van de JSDF                 | 11 januari 1996 | 6 november 1996   | LDP    |
|                                                              |                   | Shosuke Nakanishi 中西績介 (1926)        | Directeur- generaal voor Administratieve Zaken  | 11 januari 1996 | 6 november 1996   | SDP    |
|                                                              |                   | Hideyuki Tanaka 田中秀征 (1940)          | Directeur- generaal van het Centraal Planbureau | 11 januari 1996 | 6 november 1996   | NPS    |

Yoshida I ·
Katayama ·
Ashida ·
Yoshida II ·
Yoshida III ·
Yoshida IV ·
Yoshida V ·
I. Hatoyama I ·
I. Hatoyama II ·
I. Hatoyama III ·
Ishibashi ·
Kishi I ·
Kishi II ·
Ikeda I ·
Ikeda II ·
Ikeda III ·
Sato I ·
Sato II ·
Sato III ·
K. Tanaka I ·
K. Tanaka II ·
Miki ·
T. Fukuda ·
Ohira I ·
Ohira II ·
Suzuki ·
Nakasone I ·
Nakasone II ·
Nakasone III ·
Takeshita ·
Uno ·
Kaifu I ·
Kaifu II ·
Miyazawa ·
Hosokawa ·
Hata ·
Murayama ·
Hashimoto I ·
Hashimoto II ·
Obuchi ·
Mori I ·
Mori II ·
Koizumi I · 
Koizumi II ·
Koizumi III ·
Abe I ·
Y. Fukuda ·
Aso ·
Y. Hatoyama ·
Kan ·
Noda ·
Abe II ·
Abe III ·
Abe IV ·
Suga ·
Kishida I ·
Kishida II